# 本町 (横浜市)
本町（ほんちょう）は、神奈川県横浜市中区の町名。現行行政地名は本町1丁目から本町6丁目（字丁目）で、住居表示未実施。面積は0.072km²。

## 地理
中区北西部の関内地区に位置し、南東から北西にかけて国道133号（本町通り）に沿った細長い町域をもつ。海に近い北東側は北仲通、南西側は南仲通、南東端は日本大通に接する。県庁に近い南東側が1丁目であり、日本大通との境にみなと大通、1～2丁目境に関内仲通（ベイスターズ通り）2～3丁目境に関内桜通、3～4丁目境に関内大通、4～5丁目境に馬車道・万国橋通が横切る。本町通りは本町5丁目交差点で桜木町駅方面に折れ、これが5～6丁目境となる。幕末の開港以来横浜の商業・行政の中枢で、銀行や官公庁の施設が多く集まる。

## 歴史
江戸時代末期からの地名で、当初は横浜町、1878年に横浜区、1889年に横浜市、1947年からは横浜市中区の町名となる。町名は横浜村の目抜き通りを中心とする地域であり、1859年（安政6年）の横浜港開港に際し建設された市街の中心をなすことから付けられた。当初は北西から順に1～5丁目が置かれたが、1871年（明治4年）に南東から1～5丁目に改められ、北西に新たに6丁目が設けられた。1872年、本町通りにガス灯が10基灯された。1874年には石造2階建で時計台をもつ横浜町会所が作られ、1889年に横浜市役所となったが、1911年には港町に移転した。その跡には1917年に横浜市開港記念会館が建てられた。

## 世帯数と人口
2025年（令和7年）6月30日現在（横浜市発表）の世帯数と人口は以下の通りである。秘匿の地域は合算で表記する。
| 丁目      | 世帯数  | 人口  |
| --------- | ------- | ----- |
| 本町1丁目 | 116世帯 | 145人 |
| 本町2丁目 | 93世帯  | 142人 |
| 本町3丁目 | 93世帯  | 142人 |
| 本町5丁目 | 93世帯  | 142人 |
| 本町6丁目 | 93世帯  | 142人 |
| 本町4丁目 | 168世帯 | 236人 |
| 計        | 377世帯 | 523人 |

### 人口の変遷
国勢調査による人口の推移。
| 年                 | 人口 |
| ------------------ | ---- |
| 1995年（平成7年）  | 15   |
| 2000年（平成12年） | 49   |
| 2005年（平成17年） | 293  |
| 2010年（平成22年） | 335  |
| 2015年（平成27年） | 505  |
| 2020年（令和2年）  | 487  |

### 世帯数の変遷
国勢調査による世帯数の推移。
| 年                 | 世帯数 |
| ------------------ | ------ |
| 1995年（平成7年）  | 9      |
| 2000年（平成12年） | 33     |
| 2005年（平成17年） | 198    |
| 2010年（平成22年） | 215    |
| 2015年（平成27年） | 329    |
| 2020年（令和2年）  | 358    |

## 学区
市立小・中学校に通う場合、学区は以下の通りとなる（2024年11月時点）。
| 丁目      | 番・番地等 | 小学校             | 中学校                 |
| --------- | ---------- | ------------------ | ---------------------- |
| 本町1丁目 | 全域       | 横浜市立本町小学校 | 横浜市立横浜吉田中学校 |
| 本町2丁目 | 全域       | 横浜市立本町小学校 | 横浜市立横浜吉田中学校 |
| 本町3丁目 | 全域       | 横浜市立本町小学校 | 横浜市立横浜吉田中学校 |
| 本町4丁目 | 全域       | 横浜市立本町小学校 | 横浜市立横浜吉田中学校 |
| 本町5丁目 | 全域       | 横浜市立本町小学校 | 横浜市立横浜吉田中学校 |
| 本町6丁目 | 全域       | 横浜市立本町小学校 | 横浜市立横浜吉田中学校 |

## 事業所
2021年現在の経済センサス調査による事業所数と従業員数は以下の通りである。
| 丁目      | 事業所数  | 従業員数 |
| --------- | --------- | -------- |
| 本町1丁目 | 108事業所 | 1,763人  |
| 本町2丁目 | 51事業所  | 1,979人  |
| 本町3丁目 | 113事業所 | 1,264人  |
| 本町4丁目 | 76事業所  | 2,144人  |
| 本町5丁目 | 31事業所  | 580人    |
| 本町6丁目 | 74事業所  | 9,443人  |
| 計        | 453事業所 | 17,173人 |

### 事業者数の変遷
経済センサスによる事業所数の推移。
| 年                 | 事業者数 |
| ------------------ | -------- |
| 2016年（平成28年） | 351      |
| 2021年（令和3年）  | 453      |

### 従業員数の変遷
経済センサスによる従業員数の推移。
| 年                 | 従業員数 |
| ------------------ | -------- |
| 2016年（平成28年） | 8,281    |
| 2021年（令和3年）  | 17,173   |

## 施設

### 1丁目
南西側に「ジャックの塔」の愛称で親しまれる横浜市開港記念会館、向かいには横浜市認定歴史的建造物で毎日新聞社横浜支局などが入居する綜通横浜ビルがある。

### 2丁目
南西側の三井住友銀行横浜支店は1931年竣工で、現在も銀行店舗として使用されている。本町通り周辺は「ハマのウォール街」と呼ばれ、銀行が多く集まる。

### 3丁目
本町3丁目交差点に面して横浜銀行協会、隣接して三菱UFJ銀行横浜支店が建つ。

### 4丁目
本町通りと馬車道が交わる本町4丁目交差点角には旧富士銀行横浜支店があり、銀行移転後は東京藝術大学大学院映像研究科のキャンパスとして使用されている。かつて増田合名会社や増田貿易が存在した。

### 5丁目
県庁方面からの本町通りは本町5丁目交差点で左に逸れ、本町6丁目と桜木町の間の弁天橋で大岡川を渡り、国道16号方面に通じる。直進するとみなとみらい方面に向かう栄本町線（みなとみらい大通り）。本町5丁目交差点の地下にはみなとみらい線馬車道駅が設けられている。

### 6丁目
栄本町線と本町通りに挟まれた一角には超高層ビル「横浜アイランドタワー」と、その下層部に旧第一銀行横浜支店の一部を移転保存したYCC ヨコハマ創造都市センターがある。2020年には大岡川に面した敷地に横浜市役所が移転した。

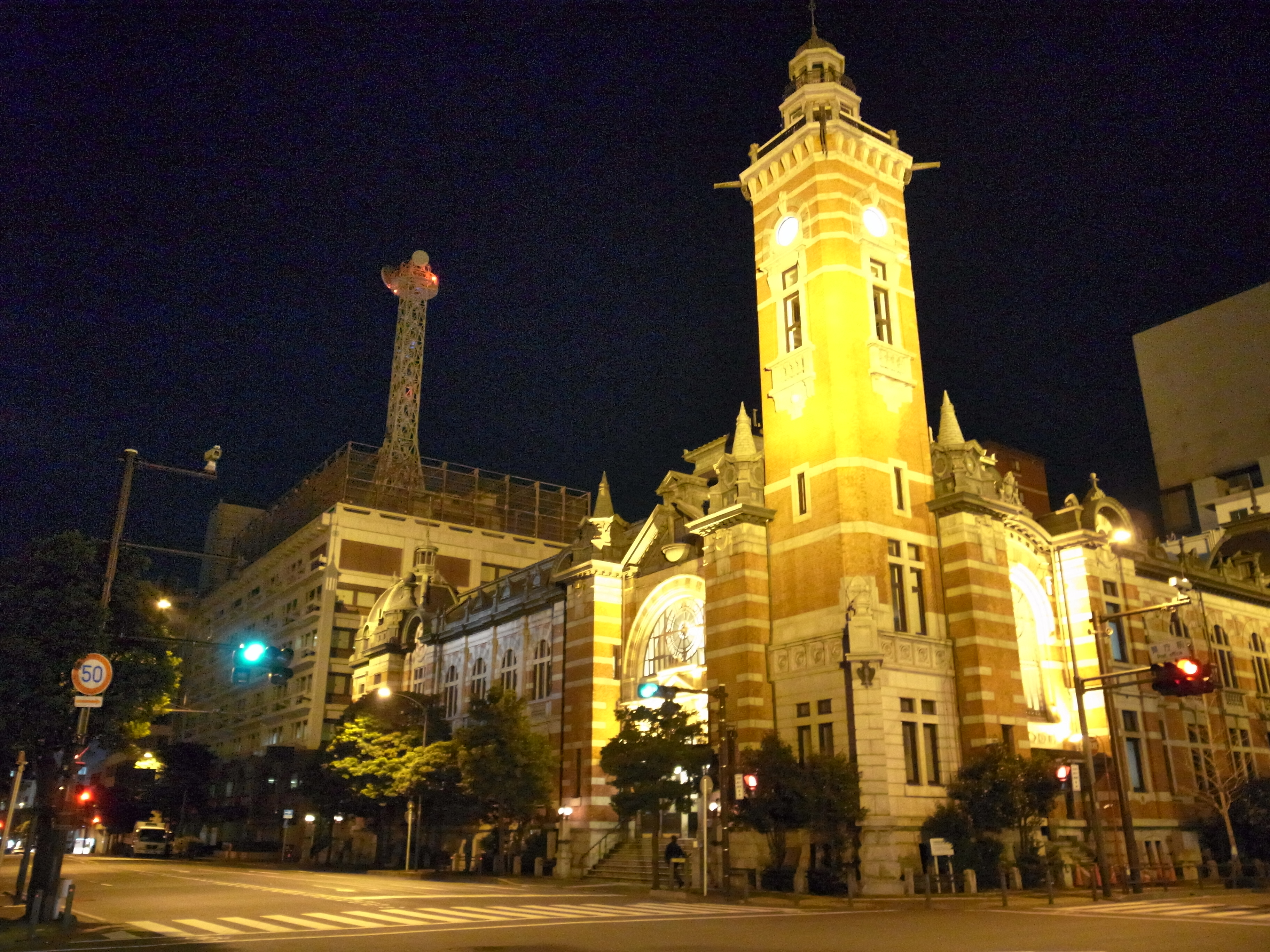
横浜市開港記念会館
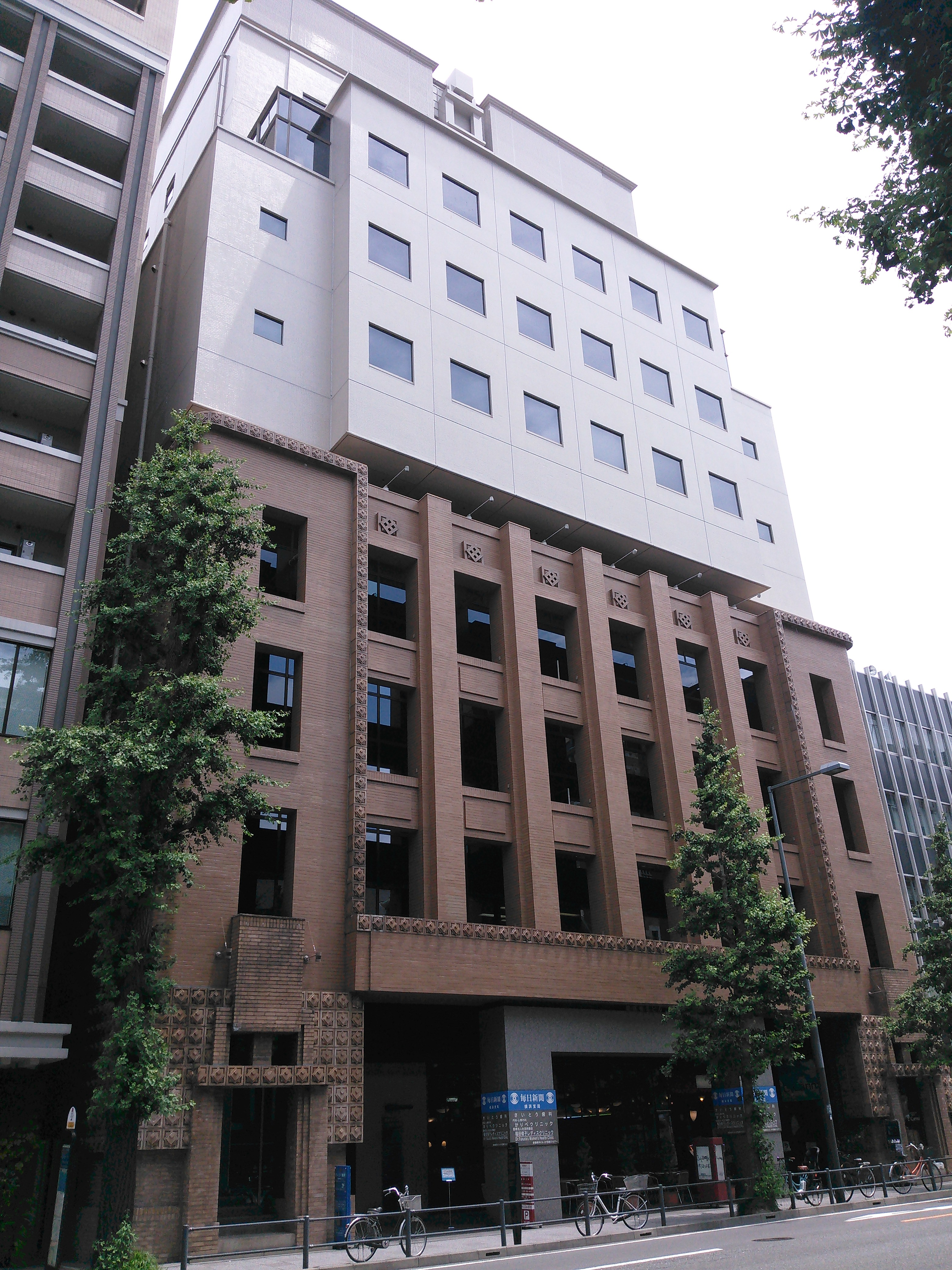
綜通横浜ビル
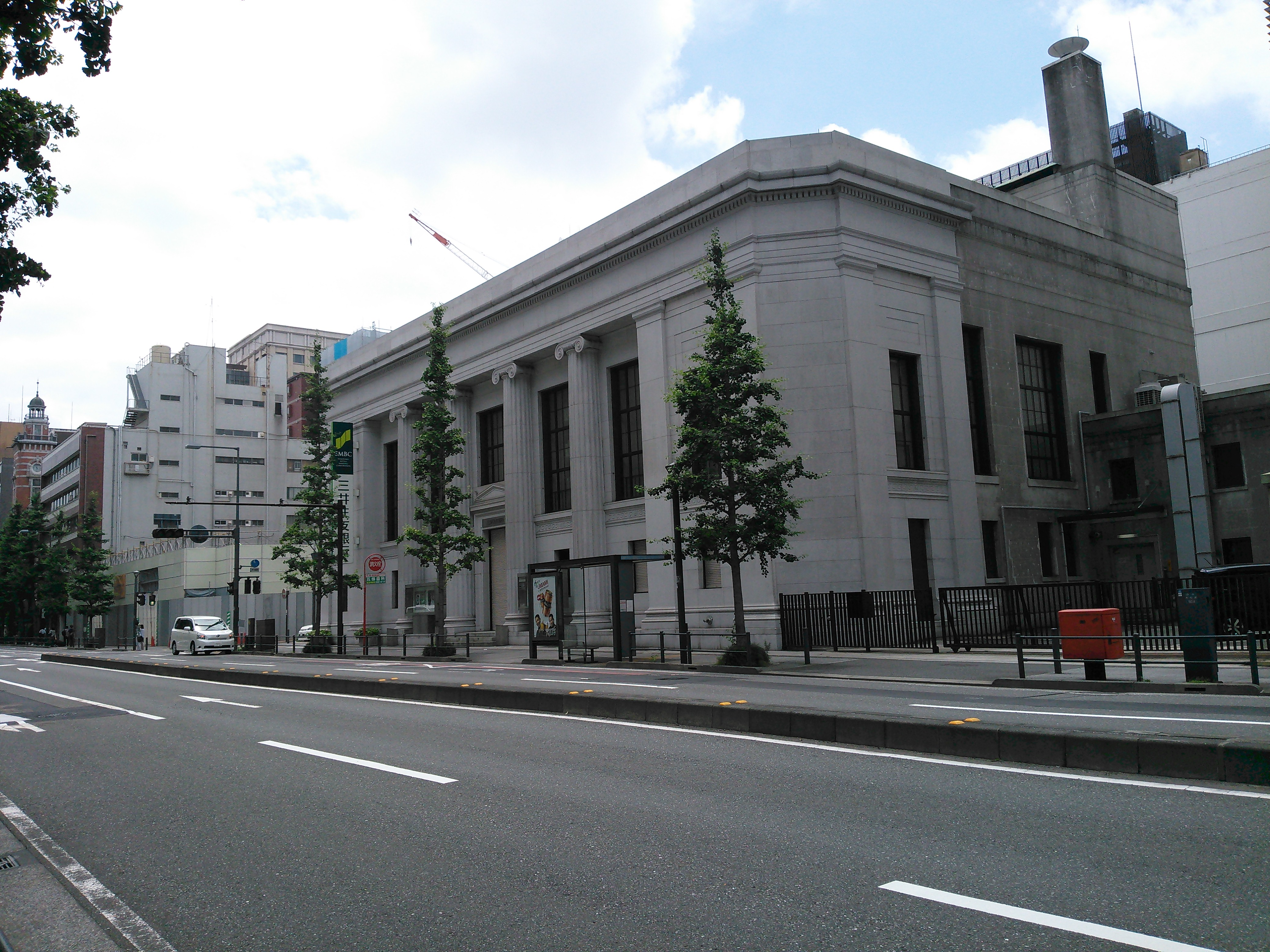
三井住友銀行横浜支店
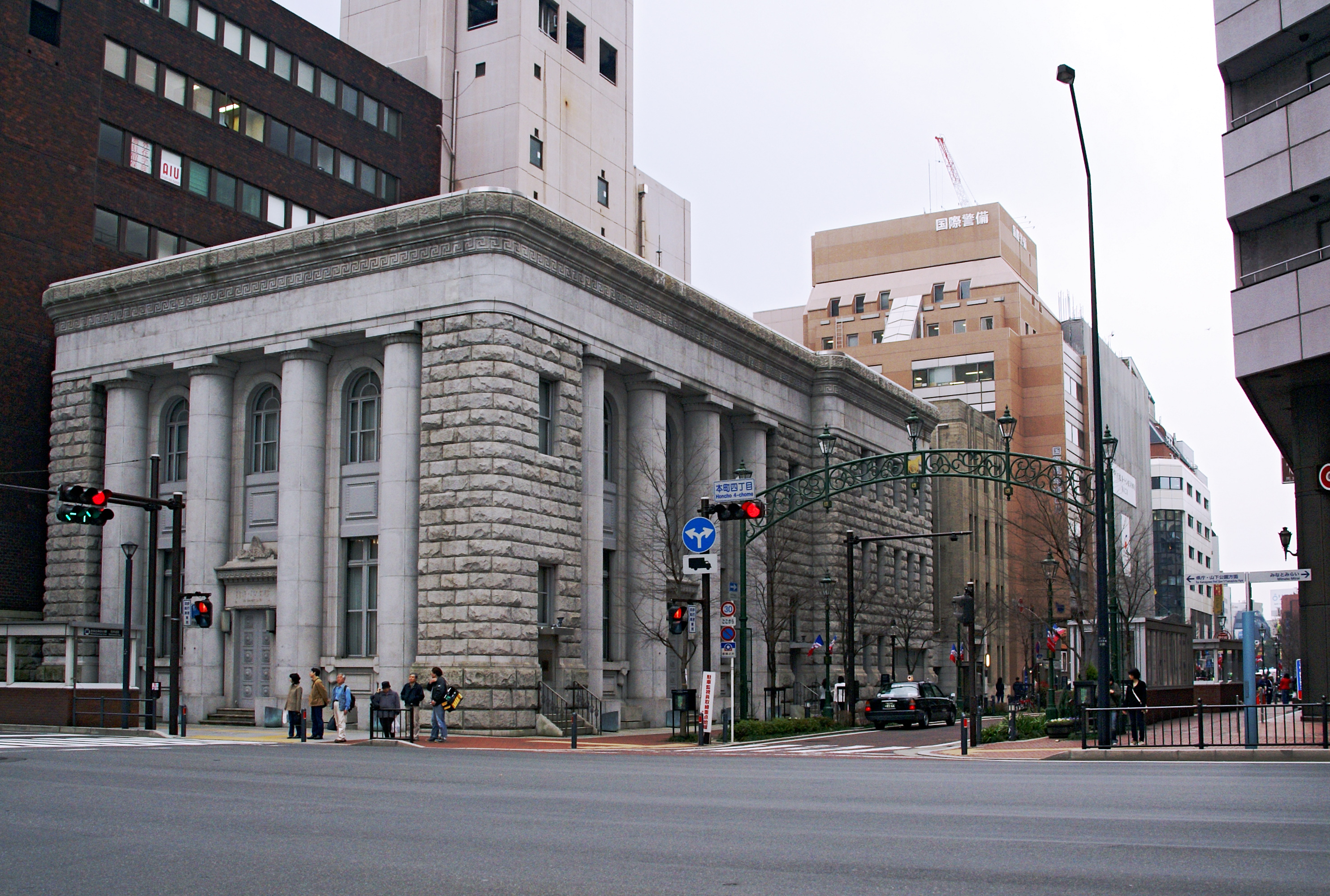
旧富士銀行横浜支店
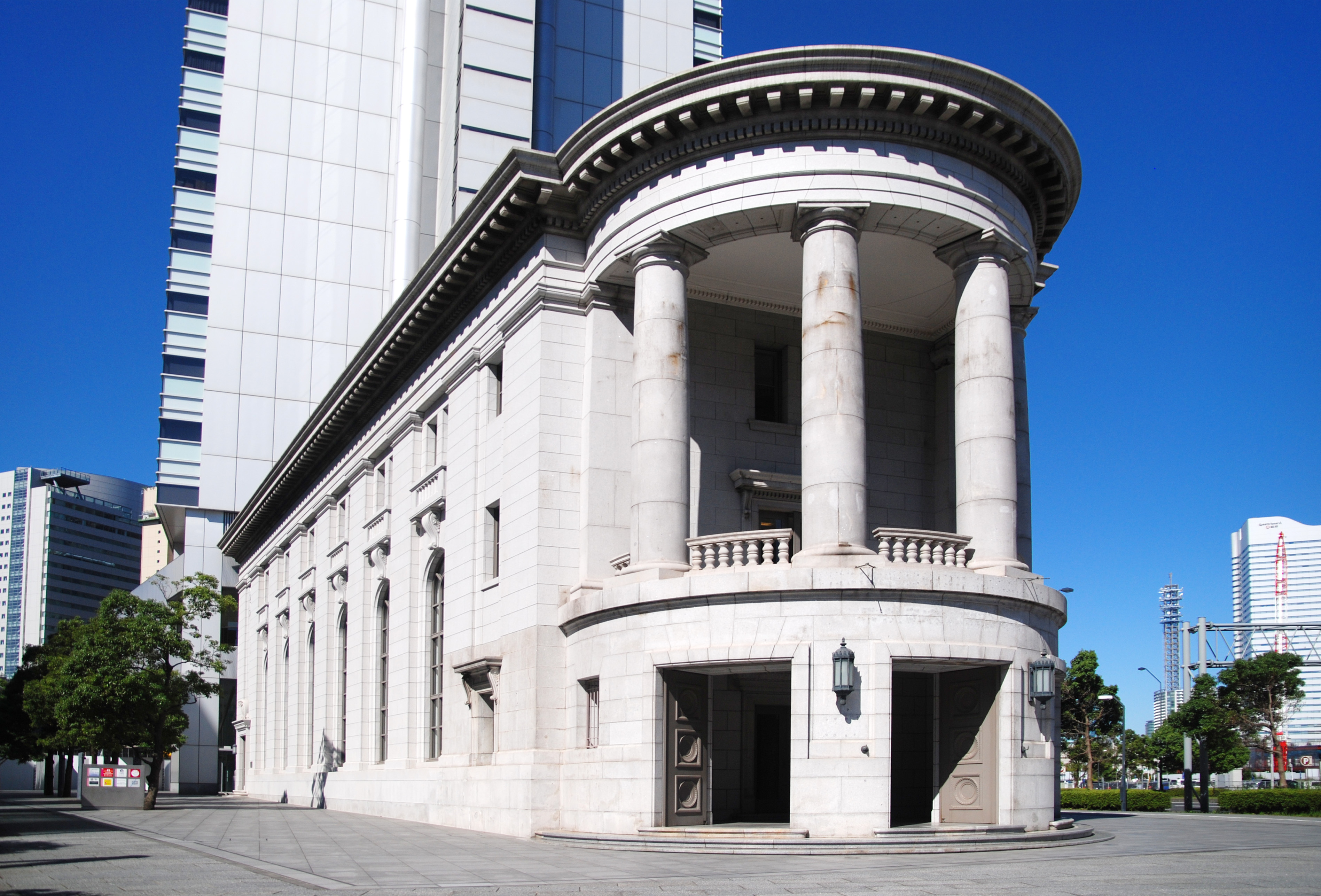
YCC ヨコハマ創造都市センター

## 交通
本町通りの地下を走る横浜高速鉄道みなとみらい線日本大通り駅および馬車道駅が最寄り駅となり、横浜市営地下鉄ブルーラインおよびJR根岸線関内駅、桜木町駅も徒歩圏内である。本町通りには横浜駅方面と本牧や磯子駅、戸塚駅、大船駅などを結ぶ路線バスも多数運行されている。

## 出身・ゆかりのある人物
- 渋沢作太郎（渋沢商店、生糸売込商）
- 中村房次郎（松尾鉱業社長、日本カーボン会長）
- 増田増蔵（増田製粉所相談役、砂糖貿易商）
- 増田増太郎（増田製粉所会長）

## その他

### 日本郵便
- 郵便番号：231-0005[3]（集配局：横浜港郵便局[19]）

### 警察
町内の警察の管轄区域は以下の通りである。
| 丁目      | 番・番地等 | 警察署       | 交番・駐在所 |
| --------- | ---------- | ------------ | ------------ |
| 本町1丁目 | 全域       | 加賀町警察署 | 本町交番     |
| 本町2丁目 | 全域       | 加賀町警察署 | 本町交番     |
| 本町3丁目 | 全域       | 加賀町警察署 | 本町交番     |
| 本町4丁目 | 全域       | 加賀町警察署 | 本町交番     |
| 本町5丁目 | 全域       | 加賀町警察署 | 本町交番     |
| 本町6丁目 | 全域       | 加賀町警察署 | 本町交番     |